# Asyndetus cavagnaroi
Asyndetus cavagnaroi är en tvåvingeart som beskrevs av Daniel J. Bickel och Sinclair 1997. Asyndetus cavagnaroi ingår i släktet Asyndetus och familjen styltflugor. Inga underarter finns listade i Catalogue of Life.